# Santiago Morning
Corporación Club de Deportes Santiago Morning – chilijski klub piłkarski z siedzibą w mieście Santiago, stolicy państwa.

## Osiągnięcia

### Krajowe
- Primera División

| zwycięstwo (1):     | 1942       |
| drugie miejsce (2): | 1939, 1941 |

- Copa Chile

| zwycięstwo (0):     | –    |
| drugie miejsce (1): | 2000 |

- Campeonato de Apertura

| zwycięstwo (4):     | 1943, 1944, 1949, 1950 |
| drugie miejsce (0): | –                      |

- Campeonato de Clausura

| zwycięstwo (1):     | 1944 |
| drugie miejsce (0): | –    |

## Historia
Klub założony został 16 października 1903 roku. W roku 2006 klub spadł z pierwszej ligi i gra obecnie w drugiej lidze chilijskiej (Primera B).